# تاونو ایلمونیمی
تاونو ایلمونیمی (فنلاندی: Tauno Ilmoniemi; ۱۶ مهٔ ۱۸۹۳ – ۲۱ سپتامبر ۱۹۳۴) ژیمناست هنری، شیرجه‌رو اهل فنلاند بود.